# Mario Evaristo
Marino dit "Mario" Evaristo (10 décembre 1908 - 30 avril 1993) est un footballeur argentin, mesurant 170 cm pour 68 kg. 
Son frère, Juan Evaristo, fut également un international argentin.

## Biographie
Il a notamment remporté la Copa America 1929. Il a disputé la Coupe du monde de 1930 avec la sélection nationale argentine.
Lors de cette dernière compétition, il a joué 4 matchs : 
- Argentine - France : 1-0 ⇒ Match de poule
- Argentine - Chili : 3-1  ⇒ Match de poule (Auteur d'un but à la 51e minute)
- Argentine - USA : 6-1 ⇒ ½ finale
- Uruguay - Argentine : 4-2 ⇒ Finale

## Carrière
- Independiente
- Boca Juniors
- Genoa CFC
- 1936-1938 : FC Antibes
- 1938-1939 : OGC Nice